# 阿炎政虎
阿炎 政虎（あび まさとら、1994年5月4日 - ）は、埼玉県越谷市出身で、錣山部屋所属の現役大相撲力士。本名は堀切 洸助（ほりきり こうすけ）。左利き。最高位は東関脇（2024年7月場所-9月場所）。

## 来歴
建築関係の自営業を営む両親の下、男2人女2人の4人きょうだいの末っ子として生まれた。幼少の頃から同じ年の子供より頭一つ大きく、よく食べてよく遊ぶ子供であった。性格はきょうだいの中でも一番優しく、幼稚園時代は母がテレビドラマを見て泣いているともらい泣きする一面もあった。
兄や姉はスポーツ万能であり、自身も幼少期から運動神経は悪くなかったが、太っていたので走るのは苦手だろうと思っていた両親の配慮で柔道をやらせてもらった。ただ、これは痛いのが嫌なのですぐ辞めてしまった。越谷市のわんぱく相撲では小学1年生、2年生の時に優勝していたが、3年生の時に負けてしまい、悔しかったため草加相撲練修会に入会して力を付けた。当初は相撲が嫌いで特にぶつかり稽古が苦手であったため、ぶつかり稽古の時間になるといつもトイレに逃げ込んでいた。4年生以降、越谷市では選手の層が薄かったため毎年優勝し、わんぱく相撲の全国大会にも出場したが、全国大会ではすぐに負けていた。両親は習字やそろばんと同じ感覚で相撲を始めさせており、無理に続ける必要はないと思っていた。しかし、相撲は嫌いだが仲間には恵まれ、後に入門する錣山部屋の兄弟子となる松本豊（後の彩）に可愛がられていたこともあって相撲はやめなかった。人懐っこい性格なので、大会に行くと他の道場の子供ともすぐ仲良くなり、高西勇人（後の大栄翔）や中村大輝（後の北勝富士）とも小学校時代から仲が良かった。
越谷市立大相模中学校進学後は相撲を辞めるつもりであったが、練修会の常光弘泰監督に説得されて嫌々ながら相撲を続けていた。常光は「休んでもいいから、やめるのは待ってください。あの子はきっと化けますから」と家族を説得したという。中学生時代には、2年生の秋に県大会で3位に入賞し、その後の大会でも同学年では敵なしであった選手に勝って優勝した。それ以来相撲が面白くなり、電車で1時間以上かけて少年相撲クラブに出稽古に通うようにもなった。第39回全国中学校相撲選手権大会において、個人戦で3位に入賞した。この大会では初日に予選落ちするだろうと本人は予想しており、開催地の鹿児島の海で泳ごうと水着を用意していたほどであったという。
その後、千葉県立流山南高等学校に進学し、相撲部に入部。同校出身の同級生には大翔鵬（追手風部屋所属）がいる。高校総体ではベスト16に輝いたこともある。
高校3年生のとき、第61回選抜高校相撲十和田大会において、個人戦で3位に入賞。ちなみに準決勝で敗れた相手は、イチンノロブ（後の逸ノ城）である。
両親は大学進学を望んでおり、学生相撲で全国優勝を目指してほしいと願っていたが、本人は家業を継ぐと言いだしていた。卒業後、相撲部の監督が錣山と親しいことから錣山部屋に入門。堀切は最初は自分が入門するとは言っていないため、期待させているようで悪い気がしたので両親が錣山と会うのを嫌がっていたが、卒業旅行で大阪に行っていた際に、堀切本人が入門したいと言っているという趣旨の話を父が聞いて、そのまま入門に至ったという。

### 入門から三役昇進まで
2013年5月場所に初土俵を踏み、前相撲で一番出世。序ノ口で迎えた7月場所では蘇に敗れただけで6勝1敗。序二段で迎えた9月場所では7戦全勝で優勝を成し遂げた。三段目で迎えた11月場所では4勝3敗に終わったものの、翌1月場所では再び7戦全勝で優勝を成し遂げ、初土俵から所要5場所で一気に幕下上位となる西幕下13枚目へと駆け上がった。
その後も殆どの場所で幕下上位を維持し、2014年11月場所には東幕下11枚目の地位で6勝1敗の好成績を上げ、翌2015年1月場所には関取目前となる西幕下2枚目の地位で5勝2敗。場所後の番付編成会議で、3月場所での新十両昇進が決定された。十両昇進と同時に、それまで本名のままだった四股名を「阿炎」に改める。この四股名は師匠である錣山の愛称と同音であり、当の錣山は「阿修羅のように強く、燃えて戦う」と四股名に対する願いを新十両会見で話していた。十両昇進を記念した祝賀会では壇上に両親を呼び寄せ「20年間、迷惑ばかり掛けて申し訳ありませんでした。親方の下で稽古に励みます」と感謝の思いを口にし、錣山は「結びの一番で白鵬と戦える力士に育てていきたい」とスピーチした。
十両の土俵では、昇進2場所目となった2015年5月場所で初めて勝ち越したものの、7月場所からは2場所連続の負け越しとなり、同年11月場所で幕下に転落した。その後も十両復帰は遠く2016年は丸1年間幕下生活となり、11月場所では途中休場した同部屋力士に代わる代役ではあったものの、幕下力士として横綱・鶴竜の付け人も務めた。この場所からはまた勝ち越しが続き、2017年3月場所では東幕下16枚目で自身初の幕下優勝を果たした。5月場所は東幕下筆頭で5勝2敗と勝ち越したことで翌7月場所で十両に復帰し、その場所も十両では2年ぶりの勝ち越しとした。9月場所は14日目時点で阿炎含め4人が5敗で4敗の琴勇輝を追う展開となり、千秋楽では琴勇輝との直接対決を制し、10勝5敗で4人が優勝決定戦に進んだ。一回戦の誉富士戦、決勝でこの日2回目となる琴勇輝戦を制し、十両優勝を果たした。2017年10月2日の明治神宮例祭奉祝全日本力士選士権大会第76回大会十両の部に参加して同部屋の青狼と対決、負けて準優勝。11月場所でも調子が下がることはなく、10日目終了時点で8勝2敗の好成績で、1敗の蒼国来との優勝争いを演じていたが、ここから連敗して脱落。それでも十両優勝だった前場所よりも良い11勝4敗の好成績を挙げ、続く2018年1月場所で新入幕を果たした。1月場所は6日目まで3勝3敗と五分の星であったが、最終的に10勝5敗を挙げて敢闘賞を受賞。場所前から三賞トリプル受賞を狙うと公言していた。この場所で阿炎と同時新入幕の竜電も10勝5敗での敢闘賞を受賞している。東前頭7枚目で迎えた3月場所は中盤までは一進一退の星勘定だったが、中日から7勝1敗と調子を上げて新入幕から二場所続けての10勝を挙げた。11日目の千代翔馬戦では39度の高熱を出しながら出場し、この日は敗れたものの、翌12日目の豊山戦ではまだ微熱が残る中で豊山を押し出しで破った。また、13日目の千代大龍戦、14日目の琴奨菊戦では2日続けて立ち合い変化を行う曲者ぶりも発揮した。5月場所は東前頭2枚目となり、初めての幕内上位での土俵となった。6日目に横綱・白鵬を破って自身初の金星を獲得。さらに翌7日目には大関・豪栄道も立ち合い変化で破り、三役戦を取り終えて3勝5敗と健闘を見せたが、千秋楽に同じく給金相撲の嘉風に敗れて7勝8敗に終わり、幕内で初となる負け越しを経験した。翌7月場所は東前頭3枚目で迎えた。5日目に自身が付き人を務めた経験もある横綱・鶴竜を破り2場所連続となる金星を獲得。しかしここから6連敗を喫するなど早々に負け越しが決まってしまった。それでも終盤に4連勝と意地を見せて6勝9敗の成績に留めた。2019年5月場所では、大関復帰をかけていた関脇・栃ノ心や大関・髙安を破り西前頭2枚目の地位で新三役を濃厚とさせる10勝5敗の成績で敢闘賞を獲得した。東小結で迎えた7月場所は8勝7敗と勝ち越している。9月場所は9勝6敗だった。11月場所は御嶽海、朝乃山らと年間最多勝を争っていたが、結果的には年間最多勝はならなかった。しかしこの場所も9勝6敗とし2019年の幕内力士で唯一となる年間6場所勝ち越しを果たした。2020年1月場所は4場所連続の小結となった。4場所連続小結は2006年7月場所から2007年1月場所にかけての稀勢の里以来。

### 三役昇進後
ところが2020年1月7日に時津風部屋への出稽古中に右足を負傷し、翌8日の二所ノ関一門連合稽古は欠席と、1月場所直前には不調が伝えられた。この場所は出場して皆勤したが上記の怪我の影響もあって、5勝10敗と3月場所で平幕に陥落することが確定した。
2020年7月場所後の8月4日までに引退届を提出していたことが報じられた。のちに日本相撲協会は受理しない方針を発表。2020年8月6日の協会の理事会で、新型コロナウイルス感染拡大下において7月場所前から場所中にかけて複数回にわたってキャバクラに出入りして協会のガイドラインに違反したこと、聞き取り調査での虚偽報告等から3場所の出場停止処分が下された。

### 2021年（謹慎復帰後）
2021年3月場所に出場停止が明けて土俵復帰。この場所初日の1番相撲の際には、更生の機会を与えられたことに対して「もう一度土俵に立たせてくれた人に感謝」とコメントした。4番相撲で勝ち越しを確定させた際には「まだまだ成長途中なので。もっと努力して、いい相撲を取れるようにしていきたい」とこの場所の後半戦に向けての意気込みを語った。7戦全勝で幕下優勝を果たした際には「今場所は相撲を取れる喜び、そういうものも学ばせてもらった場所」と振り返った。また、2021年5月場所でも全勝優勝を決め、十両・関取復帰を確実とした。7月場所は中日の魁勝戦で黒星を喫し、出場停止解除後の連勝が21でストップ。11日目に8勝目を挙げ、自身9場所ぶりの関取としての勝ち越し。サポーターを巻く左脹脛の状態について「日に日によくなっている。元々、たいしたことなかったんで」と話した。11月場所前の時点でも妻子とは別居しており、場所に際して本人は「幕内で勝ち越して自分の中でよしっ、と思ったときに胸を張って、一緒に住めるかなと思った」と目標を掲げた。11月場所初日の千代丸戦は押し出しで出場停止明け後初となる幕内白星となり、取組後に謹慎復帰後初獲得となった懸賞金について「親族には、渡したいと思っています」とコメントした。5日目の天空海戦では自身初となる幕内での初日からの5連勝を達成。9日目の千代大龍戦での引き落としによる白星で2019年11月場所以来となる幕内での勝ち越しを果たした。13日目は上位の割が崩される形で、ここまで同じ1敗の貴景勝と対戦することとなった。ここでも白星を挙げて14日目に全勝の照ノ富士と対戦したが、押し倒しで敗れて照ノ富士の優勝が決定。しかし照ノ富士の優勝決定までの間優勝争いに加わってた結果として、千秋楽の取組前の時点で自身3度目となる敢闘賞の受賞が決定。力士生命の危機となった不祥事からの立て直しに「まだ自分では変われたのは分かっていないですが、相撲と向き合い、家族を大事にしてきた。変われたかなと思います」と本人は感想を述べていた。

### 2022年
2022年1月場所直前の時点でも、長女と妻との3人暮らしに丁度良い条件の物件が見つからないという理由で別居は継続している。その1月場所は千秋楽まで優勝争いに加わり、14日目に照ノ富士から金星を獲得（決まり手は押し出し）。最終的に12勝3敗の優勝次点を記録し、自身初の殊勲賞を獲得も、千秋楽の支度部屋では「チャンスがあったかなと思う」と本音を漏らした。
3月場所は自己最高位を西関脇に更新した。錣山部屋からは初の関脇。三役経験者が幕下以下に陥落してから三役に復帰したのは昭和以降5人目。新関脇昇進会見では「師匠が関脇を務めていたので、入門してからずっと師匠を超えるのが夢だった」とコメントし「自分は速い相撲を目指している。1歩でも速く立ち合いで当たりたい」と自分の相撲について思うところを語った。次期大関候補と目される中で「あまり心境は変わらず、ここが最後の番付ではないのでしっかり上を見つつ、自分も見ながら進んでいきたい」と大関昇進にも意欲を見せるような発言を残した
また、昇進会見の様子を伝えた記事によると、同じ長い手足で突き押しの元横綱・曙に心酔しているとのこと。
関脇でむかえた3月場所では、中日を終え、6勝2敗と好調であったが、9日目から4連敗を喫した。7勝7敗でむかえた千秋楽では、勝てば幕内優勝に大きく前進する髙安に勝利し、新関脇で勝ち越しを決めた。5月場所の番付発表後、2年ぶりに家族との同居を再開したと報じられた。
5月場所は、貴景勝、御嶽海の両大関を破り、13日目までに7勝6敗としたものの、14日目、千秋楽と連敗し7勝8敗と負け越しに終わった。
7月場所は初日の照ノ富士戦で送り出しによる白星を獲得。場所は8勝7敗で終え、この場所で優勝した一門の逸ノ城の旗手を務めた。
11月場所は終始優勝争いに加わり、14日目終了時点で11勝3敗と単独首位の髙安を1差で追う展開となり、無条件での敢闘賞受賞が決定。千秋楽は髙安戦に勝利し、3敗で並んだ貴景勝、阿炎、髙安の巴戦（幕内での巴戦は1996年（平成8年）11月場所以来26年ぶりとなった）を制し幕内最高優勝が決定した。なお、錣山部屋の所属力士としては初の優勝となった。場所前に師匠から「リハビリみたいなもの。負けても勝っても思い切りやりなさい」と言われ、それが功を奏した結果となった。千秋楽一夜明け会見では、優勝できた理由について「師匠に言われた『一番集中』を守ってきたからこそ」と分析し、「入門してからよく言えば『やんちゃ』だったので、心配やご迷惑ばかりかけてきた。自分の両親もお世話になっているので、一生頭が上がりません。稽古以外は父親みたいな存在で、若いころは付き合っている女性の話もしました。入門してからずっと師匠を超えることを目標にしていたけど、また1歩進めたのかな」と師匠への思いを語った。

### 2023年
東前頭2枚目で迎えた2023年5月場所は9勝6敗と通常なら地位と成績を考えれば返り三役がほぼ確実であったが、昇進枠に空きが無かったため続く5月場所は東前頭筆頭に番付を戻すにとどまった。7月場所は西小結の地位を与えられて返り三役となったが、9月場所に1場所で平幕に逆戻り。9月場所は9勝6敗と勝ち越したが、14日目の熱海富士戦で変化をした（寄り切りで黒星）際には八角理事長が「阿炎は変化しないで我慢してやらないと、今後はない。（すでに）勝ち越しているでしょ。立ち合いから持っていくぐらいの気迫がほしい。（観客に相撲を）見せるんだという気持ちを出さないと」と苦言を呈していた
2023年12月17日、師匠の錣山が不整脈から生じたうっ血性心不全により東京都内の病院に於いて死去。阿炎は錣山の臨終に立ち会っている。死去した錣山の傍で1日泣き、病院から出て記者の前に出た際は目が真っ赤であった。「たくさんの愛をいただいたし、厳しくもしてもらいました。迷惑ばかり掛けたけど、それでも父親のように広い心で守ってくれました。特別な存在でした」と感謝の気持ちを表した。17日深夜に部屋に遺体が運ばれると、錣山の好きだったハイボールで献杯しながら遺体の隣で寝て死別を惜しんだ。「（番付で）師匠を超えるぐらいしないと、師匠の名前も自分の名前も広まらない。（師匠の名前を）誰も忘れられないようにしていきたい」と錣山への恩返しを誓った。

### 2024年
2024年3月場所は小結の地位で9勝、5月場所は関脇の地位で10勝となった。関脇の地位で2桁白星を挙げたため、大関取りの起点となり、7月場所、9月場所の成績次第では大関昇進を狙える状況となった。本人も6月15日の越谷市での個人後援会主催の激励会で大関昇進に意欲を見せた。
9月場所14日目の琴櫻戦では、行司が制限時間を間違えていた影響からか、時間前に立合いを行う一幕があった（押し出しで琴櫻の勝ち）。しかし場所成績は5勝10敗と、平幕に逆戻りする格好となった。
11月場所では東前頭3枚目の地位で11勝4敗の好成績。千秋楽まで優勝争いに加わった豊昇龍に黒星を付けたことが評価され、自身2度目の殊勲賞を獲得。

### 2025年
2025年1月場所は東小結に復帰し、2日目から4連勝するなど11日目時点で7勝4敗としていたが、その後千秋楽まで4連敗し負け越し。成績としては平幕陥落もあり得たが、3月場所は西小結の地位にとどまる。しかし、5月場所は東前頭2枚目に陥落した。その5月場所では、4日目に横綱豊昇龍を破る金星を挙げたが、7勝8敗の負け越しに終わった。7月場所も4日目に横綱豊昇龍を破る金星を挙げた。

## 取り口
スピード十分の突っ張りと相撲勘を主軸とした取り口を持っている。諸手突きで相手の顎を上げたりのど輪で視界を塞いだりして前が見えないようにしてからの素早い引き技も武器。2015年3月場所前には師匠から「突っ張って両手で引く取り口が一番似ている」と言われた。喉輪なども強く、土俵中央で繰り出してそのまま流れで出すパターンもある。一方で腰高なので入られやすく、腰が軽く組まれるとあまり残すことはできない。調子の悪い場所であれば引き技が裏目に出ることが多くなりがちである。
花田虎上は2022年11月場所に阿炎が幕内最高優勝を勝ち取った際に「普通、押し相撲は押した後、背中の方に腕を引きますが、阿炎の場合は手が長いから体の前面の回転で押せます。それも高速です。さらに懐も深いから相手は引き込むのが難しい。もっと厄介なのは、変化とかいなし、横の動きも速いから相手は完全に翻弄されます」と阿炎の押し相撲を解説している。
2017年に入ってからは食事と睡眠を増やしたことで体重が増え、安易に引く場面が減って勝負に対する我慢強さも出るようになった。とはいえ新入幕した頃になっても気持ちが乗った時に突っ走るのを除いて基本的には突いては叩く相撲なのでやくみつるはそれほど評価しておらず、始めて敢闘賞を受賞したのを見てようやく「光明が差してきた」と2018年1月場所のコラムで見直している。同じ時期のコラムでは武蔵川は軽量を指摘しており、もっと増量すべきだと話していた。勝つためには変化も厭わない性格であり、2018年1月場所中、本人は変化をしたことについて「自分の勘を信じた」「勝てばいい」という趣旨のコメントを支度部屋で残している。2018年頃はまだ突っ張りの回転が師匠の錣山に及ばない、相撲の距離感が掴めていないと注文が付くこともあった。股関節が柔軟であり四股の足も良く上がるので、「四股王子」の異名もある。2019年頃に距離感は改善されている。2019年11月場所中に北の富士が中日スポーツに寄稿したコラムでは「立ち合い、もろ手突きしかないのが物足りない。体もできてきたので、体全体で当たる立ち合いが身に付くと戦力は増すだろう」と評された。
2021年9月場所中は突っ張りがよく伸び、離れて取って相手に何もさせない相撲が目立った。出場停止を経て改心したため引き癖が無くなり突きに徹した相撲が取れるようになり、突きに重みも増したと異口同音に評されている。投げはあまり打たず、2022年3月場所4日目の明生戦で小手投げによる白星を得た際は北の富士から「阿炎の投げ技はあまり見たことはないが、いずれこんな相撲も取れるようになるだろう」と期待を寄せられた。不祥事を経て対戦相手の研究も怠らないようになり、照ノ富士に勝てるようになったのはその事によるところが大きい。
2022年11月場所の幕内最高優勝については「高安との優勝決定ともえ戦で見せた、ここぞという時の変化。それを見せた後の貴景勝戦で迷わず出た突っ張り。番付下位で精神的に一番楽な状態で臨めたのも、阿炎の長所が最大限に発揮された要因です」と花田虎上が精神面を評価している。
相撲が速い事でも知られ2022年は、同年の6場所全てを幕内で過ごした力士としては1位の速さとなる平均取組時間5秒07を記録（日刊スポーツ調べ）し、2023年は平均所要取組時間4秒51と2年連続で相撲の速さ1位を記録した。
2023年5月場所は得意の諸手突き以外にも張って相手を止めるなど、阿炎にしては珍しい立合いも何番か見られた。

## エピソード
- 四股名「阿炎」が決まったのは、師匠と両親と中学の先生が酒を飲んでいた時のことであった[2]。
- 下位時代、土俵でキョロキョロする癖があったが、本人はこれについて「周りを見ていると落ち着きます」と話していた[74]。
- 十両から幕下に落ちて自暴自棄になっていた頃、一時期は引退を決意し知人を介して就職先まで決めていたという。そんなある日師匠から「勉強してこい」と一門の横綱である鶴竜の付け人を任され、人としての振る舞いを鶴竜から学んだ。阿炎は「あの付け人時代がないと、相撲を辞めていたかもしれませんし、絶対に今の自分はありません」と断言している[75]。鶴竜は若手時代に師匠である寺尾の付き人を一時期していたことがあった。
- 四股名繋がりとして、東京都にある合成樹脂配管の販売を事業とするアビトップ株式会社から化粧廻しが贈呈されている[76]。
- 角界では異例の喋り好きでビッグマウスと評されることがある[62]。ビッグマウスぶりに関しては、2018年のインタビューで「プロとしてのファンサービス」「思ったことを言っているだけ」とその意図を語った[77]。しかし、2022年になると、不祥事で3場所出場停止の処分を経験したためか、だいぶ言動が落ち着いている[78]。
- ちゃんこをしっかり食べるようにと、阿炎を含め部屋の力士は甘い物の購入が禁止されているが、差し入れの場合に限って甘い物を食べることが許される。阿炎の好きなスイーツはプッチンプリンで、皿に開けずに（プッチンせずに）食べるのがお気に入りの食べ方だという[79]。
- 体重は間食、特に一番の大好物であるシーフード味のカップ麺で増やしていることを2018年1月場所9日目の支度部屋で話した[62]。
  - 同場所千秋楽で敢闘賞を受賞した際、支度部屋でピースサインを行うなど力士らしからぬ言動が飛び出し、これにはデーモン閣下も、「インタビュールームで最後にピースした人、この人（阿炎）が初めてだよ」と驚いていた[2]。

- 2020年6月下旬に一般女性と入籍したことが報じられた。同じ小学校出身で3歳年下、看護専門学校の卒業を待っての結婚で、師匠・関係者には報告済み[80][81]。2019年11月場所前のSNS投稿が原因で起こった騒動（下記）の折に「さすがにあれは駄目でしょ。洸助くんらしいけど、次はやらないように」と叱った女性であるという[82]。
- 前述の通り2021年11月場所は「勝ち越したら妻子と同居」と決めていた。勝ち越しが懸かっていた9日目の千代大龍戦でABEMA大相撲中継実況の清野茂樹アナウンサーは「勝てばいよいよ同居ということになりますよね」「余計なお世話なんですけど、我々も非常にドキドキしながら見ています」と話し、勝ち越しを確定させた際は「阿炎の勝ち! 同居決定!」「これは奥さんもうれしいでしょう」と実況した[83]。
- 2022年12月のインタビューによると、相撲を辞めたいと思わなくなったのは高校3年生の時に大相撲入りを決意した頃から。小学生の頃は痛いことと勝てないことからいつも相撲を辞めたいと思っていたが、負けず嫌いで天邪鬼な性格から母に辞めたいことを伝えては「じゃあ、やめればいいじゃん」と言われる度に続けることにした。高校卒業後は家業を継ぐことを考えていたが、同期生が角界入りした際に父から「『昔こいつらに勝ったことがあるんだぜ』とかダサいことは言うなよ」と言われ、その時に「じゃあ僕も相撲界に行こう」と思ったという。本人にしてみれば、相撲を辞めなかったのも角界入りしたのも、両親に（性格を見抜かれて）操縦されてのことだったという[84]。
- 2023年12月、阿炎の師匠でもあった錣山親方（元・寺尾）が亡くなった。火葬前の最後のお別れの際、阿炎は幕内最高優勝の表彰状を師匠の棺に入れた。皆で止めたが「また優勝すれば良いんで」と阿炎は初優勝を錣山親方へ贈った。[85]。
- 2024年2月には部屋が日下尚の出稽古を受け入れており、胸を出した阿炎は「三段目ぐらいの実力はあり、技術的に教えることは何もなかった」という内容の話をして感嘆していた。彼が2024年パリオリンピックが金メダルを獲得した際は自ら祝福のメッセージを送信[86]。

## 略歴
- 2013年5月場所 - 初土俵
- 2013年7月場所 - 序ノ口
- 2013年9月場所 - 序二段
- 2013年11月場所 - 三段目
- 2014年3月場所 - 幕下
- 2015年3月場所 - 十両
- 2018年1月場所 - 幕内
- 2019年7月場所 - 新小結
- 2020年11月場所 - 十両陥落
- 2021年1月場所 - 幕下陥落
- 2021年7月場所 - 十両再昇進（関取復帰）
- 2021年11月場所 - 幕内再昇進（幕内復帰）
- 2022年3月場所 - 新関脇（三役復帰）
- 2022年11月場所- 幕内最高優勝

## 不祥事

### 不適切動画の投稿と不適切な発言
2019年11月場所前に若元春との悪ふざけで口や手足をガムテープなどで縛ったお互いの姿を撮った動画をアップロードしたことが、「暴力根絶に尽力すべき協会員として軽率である」とネット上で非難された。日本相撲協会は同月7日に阿炎と若元春両人に処分を行うことを決定した。
師匠の錣山は6日、同じ二所ノ関一門の尾車、芝田山両理事に謝罪した。また7日の時津風一門会の席上では、若元春の師匠である荒汐が謝罪をしたという。9日に両人は謝罪し、始末書を提出、八角理事長と鏡山危機管理部長から厳重注意を受けた。取材に対し、阿炎は「自覚が足りなかったと思っている。これからの自分を見てほしい。変わっていきたいと思っています」と話している。八角理事長は場所前の土俵祭に出席した阿炎に「土俵で目立ちなさい。その他はいいから」と自覚を促した。
この件を受けて、相撲協会は力士や親方・裏方などの協会員に対し、個人的なSNSの利用を自粛するよう求めることを決めた。相撲部屋が管理しているアカウントは自粛の対象ではないという。6日に各部屋に通達がされており、鏡山危機管理部長は「（SNS使用禁止の流れに）なるんじゃないの」と話し、外部の意見を取り入れた上で判断する見通しを示した。11月場所2日目（11日）に芝田山広報部長は場所が始まる10日までに各部屋に協会員個人のSNSの当面禁止を文書で通達したことを明かし、「少なくとも研修で指導するまでは当面、禁止」と話した。解禁の目途については2020年2月4日から7日に予定されていた「研修ウイーク」の内容を協会員が理解したと判断した後になるという。2019年秋には十両の貴ノ富士と立呼出の拓郎が暴力問題で協会を去っており、研修ウィークについて「最大の課題は暴力問題。それに取り組んでいかないといけない」と芝田山広報部長はコメントしている。12月3日、春日野巡業部長は関取衆約60人を集め、訓示を行った。巡業部の入間川によると「体調管理やSNS使用について、十分に注意するように伝えた」という。
2020年2月4日、相撲協会は一般社団法人日本刑事技術協会理事の森雅人を講師に招き、SNSの危険を周知させる講義を行った。芝田山広報部長は「部屋のホームページや引退相撲が控えている親方には許可しているが、基本的には禁止している。個人的なSNSはずっと禁止。期限とかはない」と説明している。
この日の研修後に取材に応じた阿炎はSNS研修について「いろいろと学ぶものはありました」と話したが、内容について質問が及ぶと協会からかん口令もあり「寝ていたので何も聞いていない。爆睡していた」と発言した。はぐらかす意図との見方もあったが、SNS禁止の発端となってしまった立場であることから非難を受けることとなってしまった。翌5日、阿炎は師匠の錣山と両国国技館を訪れ、鏡山コンプライアンス部長から再び厳重注意を受けたという。
芝田山広報部長は4日に発言を伝え聞き、唖然としたという。「師匠とは顔を合わせたけど『大変申し訳ない』と言っていた。（阿炎は）ちょっと情けない。関取で成人しているのに。厳重注意だけじゃなく、教育をしないといけない」「（4日の研修会では）はっきり言って（阿炎）本人には大きな責任があると伝えたかった。それが子供じみた言動で…」と話した。実際に寝ていたかどうかについては、「研修の中で眠りに誘われる人もいるけど、それは若者頭とか世話人が中を歩いて回って、肩をたたいて起こしてましたから。そんなことはないと思う」としている。発言に対する処分はこの時点では考えられていないものの、6日か7日に行われる執行部の定例会議で話になるという。
その後の2021年10月16日、芝田山広報部長は協会員個人のSNS使用について、当面解禁しない見込みであることを明かした。

### 新型コロナウイルス対応ガイドライン違反
新型コロナウイルス感染症の流行により2020年3月場所は無観客、5月場所は中止となったが、7月場所は2500人の観客を入れて行われていた。
7日目（7月25日）に阿炎の休場が発表された。同日午後2時ごろ、師匠の錣山が事態を把握し、その日の取組を休場させたという。
錣山は同日、NHK大相撲中継で幕内解説（向正面）を担当しており、放送席で「（阿炎は）数人のお客様と会食に出た」と説明し、「こういう時期に軽はずみな行動をしてしまい、申し訳ございません」と陳謝。「本人の自業自得。本人がコロナにかかってしまうのは自分の責任ですからいいですけど。せっかく協会一同協力して場所を開いて、お客様が入れるようになったときに、そういうことをしてしまうのは最低なことですね」と話した。
7日目に阿炎と対戦予定だった御嶽海は、土俵入りに阿炎の姿が無かったことで初めて阿炎の休場を知り、阿炎が休場した理由を知らないまま不戦勝の勝ち名乗りを受け、勝ち名乗り後の報道対応で初めて休場理由を知って驚いた様子を見せた。両国国技館の場内アナウンスでは、休場理由について「阿炎、病気休場のため、御嶽海不戦勝であります」と説明された（従来より幕下以下における不戦勝の場内アナウンスは理由を問わず「病気休場」で統一されていたが、2020年7月場所以降は十両以上でも同様の措置が取られている）。8日目の取組は急遽、割り返し（再編）となった。
芝田山広報部長は阿炎の不祥事について、「会食と言われるけど接待を伴う店に行った。不特定多数を接待することによって感染することがあるということ。小池都知事が言う『夜の店』。スナックなのかラウンジなのかキャバクラなのか分からないが、夜の店」と明かしている。部屋の違う休場中の力士（後に錦戸部屋の極芯道であることが公表され、2場所出場停止処分となった）も同席しており、時期と回数については、場所前と場所中の2回であったという。25日に阿炎が37度6分、もう1人の力士も37度以上の発熱があり、協会の調査に対して両力士とも事実を認めた。阿炎は自宅に、もう1人の力士は別に隔離されたという。25日と26日に受けたコロナウイルスの抗原検査では2人とも陰性で、医師からは今後PCR検査を受ける必要はないと助言されたという。しかし師匠の判断で両力士とも7月場所いっぱいは休場させることとなった。
同部屋の力士・対戦力士については、協会ガイドラインに沿って感染予防をしており、7月場所出場には問題はないとされた。
日本相撲協会の新型コロナウイルス対応ガイドラインには「基本的に外出禁止とし、不要不急の外出をしない」「外出する際にはマスクを着用し、『いつ、だれと、どこに』を明確にし、師匠に報告する」との項目があり、また7月場所については協会員の場所入り以外の外出を禁止されていた。協会全体で自粛し、感染予防をしてきただけに八角理事長は「残念ですよ。協会一丸となってやってるところで。取組も御嶽海ファンもいれば阿炎ファンもいる。がっかりさせた。本当に申し訳ない」とコメントしている。ガイドラインは協会員全員の手に渡るよう各部屋に郵送されており、この件を受けて、相撲協会は改めて理事長名でガイドラインを熟読するよう通達する方針を固めた。
芝田山広報部長は「夜の接待を伴う店に行ったのがいちばんよくない。場所中も行って情状酌量の余地はない。相撲で他の力士と接触させられないでしょう。場所中の処分はないが、場所後の理事会の議題にあがる事案だ」と話し、理事会での協議の上で処分が決まる見通しとなった。阿炎にはこの2週間の行動記録の提出も求めているという。
また、この件と5日目（7月23日）に16代田子ノ浦が飲食店で泥酔している写真がTwitter上に流出した件を受けて、場所後の行動制限についての新たなガイドラインが各部屋に通達された。外出は禁止しないが師匠の許可を取ることや、『夜の接待を伴う店』への入店禁止・2次会禁止、大皿は頼まないなどの項目が盛り込まれたという。協会員ひとりひとりに行動確認表の記入も求めている。これは場所後2週間の間の取り決めであり、2週間後にまた指針を出すという。また場所終了の2週間後に、全力士に抗体検査を受けさせる方針であるという。出稽古については禁止のままとし、解禁については9月場所の番付発表が行われる8月31日以降に決めるという。
8月6日の理事会では、その2時間半のほとんどが阿炎についての議論に費やされたという。
コンプライアンス委員会の処分意見答申は「2場所出場停止。その後に引退届を受理」というものであった。答申書中で認定されている事実は以下の通りである。
1. 相撲協会の「新型コロナウイルス対応ガイドライン」に違反し、師匠の錣山からの外出禁止の指示にも背き、2020年7月7日頃、同月17日、七月場所中の同月20日、24日の4回に渡って、夜の接待を伴なう『3密』状態の飲食店で飲食・遊興を繰り返した。
2. 担当理事・コンプライアンス委員会からの調査を受けた際、「同月24日は行っていない」旨の嘘をついた。
3. 同伴していた力士に対し、この内容の口裏合わせを働きかけた。[128]

当初、阿炎はコンプライアンス委員会の聴取に対して反省の意を示し、いかなる処分も受け入れる旨の謝罪文を提出、そして師匠の指導のもと引退届を提出していた。しかし、当初の調査に対して店への入店回数を2回としていたが、虚偽発言であったことが分かった。同伴していた力士にも口止めを図っており、悪質であるとされた。
度重なる不祥事であり、引退届を受理すべきとの意見もあったが幕下以下に番付を降下させ、一からやり直させるべきとの意見もあった。協会内外で阿炎の現役続行を望む声が多かったことから、採決の結果、阿炎の引退届は未受理となった。阿炎の処分は3場所出場停止・5ヵ月50%の減俸処分と決定。引退届は引き続き相撲協会預かりとなり、「今後、程度を問わず協会に迷惑をかける行為を行った場合には預かっている引退届を受理すること」「そのことを了承する旨の誓約書を提出すること」「住居を錣山部屋に移し、師匠の錣山親方の監督下に入ること」の3点を現役続行の条件とし、さらに、やむを得ない場合を除いて外出を禁止とした。
6月末に結婚し、第一子となる娘も誕生しているが、芝田山広報部長は「最低でも半年は師匠の監督下で教育してもらう。結婚したからこそ、しっかり修業して大人になってもらわないと」と話した。理事会で阿炎は「責任を感じる」と謝罪し土俵に戻りたい意思を示したものの、コロナウイルスの感染リスクやなぜ虚偽発言をしたかを問われても答えられず、出席者からは再発の不安の声も多く出て紛糾。師匠の錣山は「大人になりきれない子供」と釈明しており、理事会後の電話取材にも「阿炎は悪い人間ではないけど、お子様で明るいだけではめを外してしまう。気付かなかった自分が全部悪い」と説明している。
一部報道は、協会執行部も厳罰は考えていなかったが、師匠の錣山が阿炎の引退を引き止めず引退届を提出したことから理事会でも厳罰を検討せざるを得なくなり、結果として前述の処分に至ったと指摘していた。一方、河北新報は処分に対して「甘い処分」「『気を引き締めて出直せ』という激励だろう」と反応していた。
4月に高田川部屋で集団感染があり、5月に勝武士が死去していることもあり、厳しい内容の協会ガイドラインを遵守しなかった阿炎の行動には世論では非難の声があがった。出場停止処分により2021年1月場所で西十両11枚目から東幕下16枚目まで陥落し関取の地位を失った。1991年1月場所に東十両13枚目で0勝8敗7休、翌3月場所で東幕下21枚目まで陥落した騏乃嵐以来の十両から幕下16枚目以下への陥落となる異例の下げ幅となった。

## 合い口
いずれも2025年7月場所終了時点
（以下は横綱・大関の現役力士）
- 横綱・豊昇龍には9勝11敗。豊昇龍の大関昇進後は阿炎の4勝4敗、豊昇龍の横綱昇進後は3勝。
- 横綱・大の里には3勝5敗。大の里の大関昇進後は阿炎の2勝2敗、横綱昇進後は1敗。
- 大関・琴櫻には6勝12敗。琴櫻の大関昇進後は4勝5敗。
- 元大関・髙安には9勝7敗（うち不戦勝2。他に優勝決定戦で1勝）。髙安の大関在位中は阿炎の2勝3敗。
- 元大関・朝乃山には4勝8敗。朝乃山の大関在位中は対戦無し。
- 元大関・正代には10勝9敗。正代の大関在位中は阿炎の2敗。
- 元大関・御嶽海には7勝11敗（不戦敗1含む）。御嶽海の大関時代は阿炎の2勝1敗。
- 元大関・霧島には8勝10敗。霧島の大関在位中は阿炎の3勝2敗。

（以下は横綱・大関の引退力士）
- 元横綱・白鵬には2勝3敗（不戦勝1含む）。2018年5月場所の取組は白鵬に初挑戦初勝利となり、押し出しで自身初金星となった。
- 元横綱・鶴竜には1勝5敗。唯一の勝利は2018年7月場所で決まり手は突き出し。このときに金星を獲得している。
- 元大関・琴奨菊には3勝3敗。いずれも琴奨菊の大関陥落後における対戦成績である。
- 元横綱・照ノ富士には2勝6敗。
- 元大関・豪栄道には3勝4敗。
- 元大関・栃ノ心には4勝3敗（不戦勝1含む）。栃ノ心の大関在位中は2勝2敗。直近の勝利は2022年11月場所で決まり手は引き落とし。
- 元大関・貴景勝には8勝6敗（他に優勝決定戦で1勝）。貴景勝の大関時代は阿炎の8勝5敗。

## 幕内対戦成績
| 力士名   | 勝数 | 負数 | 力士名   | 勝数  | 負数 | 力士名   | 勝数 | 負数 | 力士名   | 勝数  | 負数  |
| -------- | ---- | ---- | -------- | ----- | ---- | -------- | ---- | ---- | -------- | ----- | ----- |
| 碧山     | 4    | 4    | 安青錦   | 0     | 1    | 天空海   | 1    | 0    | 朝乃山   | 4     | 8     |
| 熱海富士 | 5    | 3    | 勢       | 2     | 2    | 石浦     | 0    | 1    | 逸ノ城   | 2     | 5     |
| 一山本   | 2    | 0    | 宇良     | 11    | 4    | 遠藤     | 13   | 3    | 炎鵬     | 1     | 1     |
| 欧勝馬   | 1    | 1    | 阿武剋   | 1     | 1    | 阿武咲   | 3    | 5    | 王鵬     | 3     | 4     |
| 大の里   | 3    | 5    | 隠岐の海 | 3     | 5    | 魁聖     | 5    | 2    | 輝       | 6     | 3     |
| 鶴竜     | 1    | 5    | 霧島     | 8     | 10   | 金峰山   | 1    | 1    | 豪太郎   | 3     | 4     |
| 豪ノ山   | 5    | 2    | 琴恵光   | 1     | 0    | 琴櫻     | 6    | 12   | 琴奨菊   | 3     | 3     |
| 琴勝峰   | 3    | 1    | 琴勇輝   | 1     | 0    | 佐田の海 | 3    | 1    | 志摩ノ海 | 2     | 0     |
| 正代     | 10   | 9    | 湘南乃海 | 3     | 0    | 松鳳山   | 6    | 2    | 大奄美   | 2     | 0     |
| 大栄翔   | 12   | 16   | 大翔丸   | 1     | 1    | 貴景勝   | 8*   | 6    | 貴ノ岩   | 1     | 0     |
| 隆の勝   | 8    | 2    | 髙安     | 9(2)* | 7    | 宝富士   | 6    | 7    | 豪風     | 1     | 0     |
| 尊富士   | 2    | 2    | 玉鷲     | 5     | 5    | 美ノ海   | 2    | 0    | 千代翔馬 | 3     | 3     |
| 千代大龍 | 5    | 1    | 千代の国 | 5(1)  | 1    | 千代丸   | 2    | 1    | 剣翔     | 1     | 0     |
| 照強     | 2    | 0    | 照ノ富士 | 2     | 6    | 德勝龍   | 1    | 0    | 栃煌山   | 3     | 0     |
| 栃ノ心   | 4(1) | 3    | 翔猿     | 8     | 6    | 友風     | 0    | 1    | 錦木     | 3     | 3     |
| 錦富士   | 1    | 1    | 伯桜鵬   | 0     | 2    | 白鵬     | 2(1) | 3    | 英乃海   | 1     | 0     |
| 平戸海   | 2    | 5    | 豊昇龍   | 9     | 11   | 北勝富士 | 9    | 7    | 御嶽海   | 7     | 11(1) |
| 翠富士   | 3    | 2    | 妙義龍   | 5     | 2    | 明生     | 9    | 5    | 豊山     | 2     | 3     |
| 嘉風     | 2    | 2    | 竜電     | 6     | 4    | 若隆景   | 7    | 4    | 若元春   | 11(1) | 6     |

- 他に優勝決定戦で貴景勝と髙安に各1勝がある。

## 主な成績
2025年7月場所終了現在

### 連勝記録
最多連勝記録は、21連勝。幕下（全勝優勝）2回と十両7連勝。
| 自身の順位 | 連勝数 | 期間                                  | 止めた力士 | 備考                                  |
| ---------- | ------ | ------------------------------------- | ---------- | ------------------------------------- |
| 1          | 21     | 2021年3月場所初日～2021年7月場所8日目 | 魁勝       | 十両を含む連勝記録としては歴代3位タイ |

### 通算成績
- 通算成績：483勝353敗60休 .577（73場所）
- 幕内成績：299勝248敗38休 .547（39場所）
- 幕内在位：39場所
  - 三役在位：16場所（関脇5場所、小結11場所）
  - 小結連続在位：4場所（2019年7月場所 - 2020年1月場所。歴代4位タイ）

### 各段優勝
- 幕内最高優勝：1回（2022年11月場所）
- 年間最多優勝：1回
  - 2022年（1回・照ノ富士、御嶽海、若隆景、逸ノ城、玉鷲と並んで受賞）
- 十両優勝：2回（2017年9月場所、2021年9月場所）
- 幕下優勝：3回（2017年3月場所、2021年3月 - 5月場所）
- 三段目優勝：1回（2014年1月場所）
- 序二段優勝：1回（2013年9月場所）

### 三賞・金星
- 三賞：6回
  - 殊勲賞：2回（2022年1月場所、2024年11月場所）
  - 敢闘賞：4回（2018年1月場所、2019年5月場所、2021年11月場所、2022年11月場所）
- 金星：5個
  - 白鵬：1個（2018年5月場所）
  - 鶴竜：1個（2018年7月場所）
  - 照ノ富士：1個（2022年1月場所）
  - 豊昇龍：2個（2025年5月場所、7月場所）

### 場所別成績
| | 一月場所 初場所（東京）     | 三月場所 春場所（大阪） | 五月場所 夏場所（東京） | 七月場所 名古屋場所（愛知） | 九月場所 秋場所（東京）      | 十一月場所 九州場所（福岡）  |
| --- | --------------------------- | ----------------------- | ----------------------- | --------------------------- | ---------------------------- | ---------------------------- |
| 2013年 （平成25年） | x                           | x                       | （前相撲）              | 東序ノ口19枚目 6–1          | 西序二段33枚目 優勝 7–0      | 東三段目34枚目 4–3           |
| 2014年 （平成26年） | 西三段目23枚目 優勝 7–0     | 西幕下13枚目 3–4        | 東幕下18枚目 5–2        | 西幕下11枚目 5–2            | 東幕下7枚目 3–4              | 東幕下11枚目 6–1             |
| 2015年 （平成27年） | 西幕下2枚目 5–2             | 東十両12枚目 7–8        | 東十両13枚目 8–7        | 西十両10枚目 7–8            | 西十両11枚目 5–10            | 西幕下筆頭 3–4               |
| 2016年 （平成28年） | 西幕下4枚目 4–3             | 東幕下2枚目 2–5         | 東幕下12枚目 5–2        | 西幕下4枚目 1–6             | 西幕下21枚目 3–4             | 西幕下28枚目 4–3             |
| 2017年 （平成29年） | 東幕下24枚目 5–2            | 東幕下16枚目 優勝 7–0   | 東幕下筆頭 5–2          | 東十両14枚目 8–7            | 西十両11枚目 優勝 10–5       | 西十両5枚目 11–4             |
| 2018年 （平成30年） | 東前頭14枚目 10–5 敢        | 東前頭7枚目 10–5        | 西前頭2枚目 7–8 ★       | 東前頭3枚目 6–9 ★           | 西前頭4枚目 6–9              | 東前頭7枚目 6–9              |
| 2019年 （平成31年 /令和元年） | 西前頭10枚目 10–5           | 西前頭6枚目 8–7         | 西前頭4枚目 10–5 敢     | 東小結 8–7                  | 東小結 9–6                   | 東小結 9–6                   |
| 2020年 （令和2年） | 東小結 5–10                 | 西前頭4枚目 7–8         | 感染症拡大 により中止   | 東前頭5枚目 3–4–8           | 西前頭14枚目 出場停止 0–0–15 | 西十両11枚目 出場停止 0–0–15 |
| 2021年 （令和3年） | 東幕下16枚目 出場停止 0–0–7 | 西幕下56枚目 優勝 7–0   | 東幕下7枚目 優勝 7–0    | 東十両14枚目 11–4           | 東十両5枚目 優勝 13–2        | 西前頭15枚目 12–3 敢         |
| 2022年 （令和4年） | 西前頭6枚目 12–3 殊★        | 西関脇 8–7              | 西関脇 7–8              | 西小結 8–7                  | 東小結 休場 0–0–15           | 西前頭9枚目 12–3 敢          |
| 2023年 （令和5年） | 東前頭3枚目 8–7             | 東前頭2枚目 9–6         | 東前頭筆頭 8–7          | 西小結 6–9                  | 東前頭2枚目 9–6              | 東小結 6–9                   |
| 2024年 （令和6年） | 西前頭2枚目 8–7             | 東小結 9–6              | 西関脇 10–5             | 東関脇 8–7                  | 東関脇 5–10                  | 東前頭3枚目 11–4 殊          |
| 2025年 （令和7年） | 東小結 7–8                  | 西小結 6–9              | 東前頭2枚目 7–8 ★       | 西前頭2枚目 9–6 ★           | x                            | x                            |
| 各欄の数字は、「勝ち-負け-休場」を示す。 優勝 引退 休場 十両 幕下 三賞：敢=敢闘賞、殊=殊勲賞、技=技能賞 その他：★=金星 番付階級：幕内 - 十両 - 幕下 - 三段目 - 序二段 - 序ノ口 幕内序列：横綱 - 大関 - 関脇 - 小結 - 前頭（「#数字」は各位内の序列） |                             |                         |                         |                             |                              |                              |

## 改名歴
- 堀切 洸助（ほりきり こうすけ）2013年5月場所 - 2015年1月場所
- 阿炎 政虎（あび まさとら） 2015年3月場所 -

## メディア出演

### テレビ番組
- ジャンクSPORTS（2023年2月5日、フジテレビ）
- 踊る!さんま御殿!!（2023年2月7日、日本テレビ）
- 有吉ゼミ（2024年7月8日、日本テレビ）